# Axel Juárez
Axel Juárez (Bella Vista, Argentina, 29 de julio de 1990) es un futbolista argentino que se desempeña como mediocampista y actualmente juega en Brown de Puerto Madryn de la Primera Nacional, segunda división del fútbol argentino.

## Trayectoria
Es un jugador surgido de las divisiones inferiores del Club Atlético San Lorenzo de Almagro, quien logró debutar en la Primera División de Argentina el 20 de junio de 2009 en el partido en que San Lorenzo, con la conducción técnica de Diego Simeone, le ganó por 1 a 0 a Independiente. Jugó 13 partidos sin convertir goles en San Lorenzo, 12 por el campeonato y 1 por Copa Sudamericana. 
A principio de 2011 fue cedido al Club Sportivo Independiente Rivadavia de la Primera B Nacional, segunda división del fútbol argentino. Allí disputó 12 partidos sin marcar goles. Luego de seis meses volvió a San Lorenzo de Almagro.
En 2012 pasó al Mérida FC de México donde se mantuvo por un año y medio. Esta experiencia internacional le vino bien en lo económico como en lo futbolístico. Allí disputó, en dos temporadas: 2011/2012 y 2012/2013, un total de 37 encuentros entre el torneo y la Copa México, marcando sus primeros 2 goles oficiales y recibiendo su primer tarjeta roja.
A mediados de 2013 se incorpora al Club Social y Deportivo Defensa y Justicia de la Primera B Nacional de Argentina. Logra el ascenso a la Primera División, hecho inédio en la historia del club, participando en 30 partidos y convirtiendo un gol. En su segundo semestre en el club, juega solamente 1 partido. En el 2015 disputó 13 partidos, sin convertir goles. En busca de conseguir más continuidad, emigró de la institución. Como resumen, jugó 44 partidos y marcó 1 gol, en dos años y medio, jugando para Defensa y Justicia. 
A comienzos de 2016 fue cedido por 18 meses al Club Atlético Nueva Chicago que había descendido a la Primera B Nacional, segunda división del fútbol argentino. Disputó 18 partidos de los 21 partidos totales y marcó 1 gol. Se mantuvo en la institución pese a tener ofertas de clubes de la categoría y a pesar de la deuda salarial que el club mantuvo con él.

## Clubes
| Club                    | País      | Año             |
| ----------------------- | --------- | --------------- |
| San Lorenzo             | Argentina | 2009 - 2010     |
| Independiente Rivadavia | Argentina | 2011            |
| San Lorenzo             | Argentina | 2011            |
| Mérida FC               | México    | 2012 - 2013     |
| Defensa y Justicia      | Argentina | 2013 - 2015     |
| Nueva Chicago           | Argentina | 2016 - 2017     |
| Apollon Smyrnis         | Grecia    | 2017 - 2018     |
| Nueva Chicago           | Argentina | 2018 - 2020     |
| Brown de Puerto Madryn  | Argentina | 2020 - Presente |

## Estadísticas
| Club                                                                 | Temporada                | Liga  | Liga  | Copa Nac.1 | Copa Nac.1 | Copa Inter. | Copa Inter. | Total | Total |
| Club                                                                 | Temporada                | Part. | Goles | Part.      | Goles      | Part.       | Goles       | Part. | Goles |
| -------------------------------------------------------------------- | ------------------------ | ----- | ----- | ---------- | ---------- | ----------- | ----------- | ----- | ----- |
| San Lorenzo Argentina                                                | 2008/09                  | 4     | 0     | -          | -          | 1           | 0           | 5     | 0     |
| San Lorenzo Argentina                                                | 2009/10                  | 8     | 0     | -          | -          | -           | -           | 8     | 0     |
| San Lorenzo Argentina                                                | Total San Lorenzo        | 12    | 0     | -          | -          | 1           | 0           | 13    | 0     |
| Independiente Rivadavia Argentina                                    | 2010/11                  | 11    | 0     | -          | -          | -           | -           | 11    | 0     |
| Independiente Rivadavia Argentina                                    | Total Independiente Riv. | 11    | 0     | -          | -          | -           | -           | 11    | 0     |
| Mérida FC · México                                                   | 2011/12                  | 35    | 2     | 2          | 0          | -           | -           | 37    | 2     |
| Mérida FC · México                                                   | Total Mérida FC          | 35    | 2     | 2          | 0          | -           | -           | 37    | 2     |
| Defensa y Justicia Argentina                                         | 2013/14                  | 30    | 1     | -          | -          | -           | -           | 30    | 1     |
| Defensa y Justicia Argentina                                         | 2014                     | 1     | 0     | -          | -          | -           | -           | 1     | 0     |
| Defensa y Justicia Argentina                                         | 2015                     | 13    | 0     | -          | -          | -           | -           | 13    | 0     |
| Defensa y Justicia Argentina                                         | Total Defensa y Justicia | 44    | 1     | -          | -          | -           | -           | 44    | 1     |
| Nueva Chicago Argentina                                              | 2016                     | 18    | 1     | -          | -          | -           | -           | 18    | 1     |
| Nueva Chicago Argentina                                              | 2016/17                  | 20    | 0     | 1          | 0          | -           | -           | 21    | 0     |
| Nueva Chicago Argentina                                              | Total Chicago            | 38    | 1     | 1          | 0          | -           | -           | 39    | 1     |
| Apollon Smyrnis · Grecia                                             | 2017/18                  | ?     | ?     | -          | -          | -           | -           | ?     | ?     |
| Apollon Smyrnis · Grecia                                             | Total Apollon Smyrnis    | ?     | ?     | -          | -          | -           | -           | ?     | ?     |
| Nueva Chicago Argentina                                              | 2018/19                  | 0     | 0     | -          | -          | -           | -           | 0     | 0     |
| Nueva Chicago Argentina                                              | Total Chicago            | 0     | 0     | -          | -          | -           | -           | 0     | 0     |
| Total en su carrera                                                  | Total en su carrera      | 140   | 4     | 3          | 0          | 1           | 0           | 144   | 4     |
| Última actualización: Ferro Carril Oeste vs. Nueva Chicago, 30.04.18 |                          |       |       |            |            |             |             |       |       |

## Palmarés
| Título                     | Club               | País      | Año     |
| -------------------------- | ------------------ | --------- | ------- |
| Ascenso a Primera División | Defensa y Justicia | Argentina | 2013/14 |